# Industrial Wireless Local Area Network
Industrial Wireless Local Area Network bzw. Industrial WLAN kurz IWLAN ist eine Weiterentwicklung des bekannten WLAN für den industriellen Einsatz durch die Firma Siemens.
Der wesentliche Unterschied im Vergleich mit dem im Privatbereich stark verbreiteten WLAN liegt in der zeitgenauen Übertragung der Steuer- und Datensätze, was für den Einsatz in der Industrie zwingend erforderlich ist, um Maschinen sicher steuern zu können. Außerdem sind solche Geräte für einen größeren Temperaturbereich von −40 °C bis +70 °C ausgelegt.